# Железен купол
„Железен купол“, също известна и като „Желязна шапка“ (на иврит: כיפת ברזל – Кипа̀т барзѐл, на английски: Iron Dome – А́йрън доум), е израелска противовъздушна система, която функционира при всякакви метеорологични условия.
Системата е разработена от израелската компания Rafael (Rafael Advanced Defense Systems). Тя е проектирана, за да прихваща и унищожава ракети и артилерийски снаряди с малък обхват на действие, изстреляни от разстояние от 4 до 70 км, чиято траектория завършва в населени райони. Израел се надява да увеличи обхвата на действие на „Железен купол“ от сегашните 70 км до 250 км и да усъвършенства системата, така че да може да сваля едновременно ракети, идващи от две различни посоки.
„Железен купол“ е разположен и обявен за оперативен на 27 март 2011 година. Първата система е разположена в близост до Беершеба. На 7 април 2011 година системата успешно прихваща за първи път ракета БМ-21 Град, изстреляна от ивицата Газа. На 10 март 2012 година The Jerusalem Post съобщава, че системата сваля 90% от ракетите, изстреляни от ивицата Газа, които биха паднали в населени райони. Към ноември 2012 година официални лица съобщават, че системата е неутрализирала повече от 400 ракети. На 19 ноември военният репортер Марк Томпсън пише, че докато тези цифри трудно могат да бъдат доказани, липсата на „жертви от страна на Израел предполага, че „Железен купол“ е най-съвършеният и ефективен ракетен щит създаван някога.“
На 28 септември 2011 г. Flight Global пише, че според източници в компанията Rafael, Израелските отбранителни сили (ИОС) по време на разполагането и тестването на „Железен купол“ са установили, че той е ефективен и срещу самолети на височина до 10 000 метра.

## Произход
Ислямската шиитска военна групировка Хизбула, базирана в Ливан, започва да обстрелва безразборно населени места в Северен Израел през 1990-те, като по този начин представлява сериозно предизвикателство пред Израелските отбранителни сили. Израел обмисля идеята за своя собствена система за противоракетна отбрана, но държавни лица от американското правителство твърдят, че идеята е „обречена на провал“.
През 2004 година идеята за „Железен купол“ набира сила с назначаването на бригаден генерал Даниел Голд начело на бюрото по научноизследователска и развойна дейност към Израелските отбранителни сили. Голд е силен поддръжник на идеята за противоракетен проект, дори и това да го провокира да заобикаля част от договорните регулации с цел да се осигури финансиране за проекта. Голд помага да бъдат убедени ключови политически фигури в жизнената важност на проекта.
През 2006 година, по време на Втората Ливанска война, близо 4000 ракети са изстреляни от Хизбула. Повечето от тях са с малък обсег и са от типа ракети „Катюша“. Те падат в Северен Израел, като немалка част от тях пада върху Хайфа, третият по големина град в страната. Масивният ракетен обстрел над страната взима 44 цивилни жертви. и е причина за евакуацията на повече от 250 000 израелски граждани. Броят на израелците в обхвата на ракетите е над 1 милион.
В южната част на страната, повече от 4000 ракети и 4000 минни снаряда са изстреляни безразборно. Голяма част от тях падат върху населени места. Зад атаките стои Хамас. Почти всички от изстреляните ракети са от тип Касам, изстреляни от 122 mm Grad launchers, внесени нелегално в ивицата Газа. Близо 1 милион израелци попадат в обхвата на ракетния обстрел от Газа. Това представлява сериозна заплаха за страната и нейните граждани.
През февруари 2007 година израелският министър на отбраната Амир Перез одобрява „Железен купол“ като основна отбранителна система за ракетите с малък обсег. Оттогава системата за $210 милиона се разработва от Rafael Advanced Defense Systems, фирма работеща съвместно с Израелските отбранителни сили.

## Етимология
Мениджърът на проекта полковник С. и неговият екип в Администрация за развитие на оръжейна и технологична инфраструктура (Maf'at) почти не разполагат с никакво свободно време и мислят върху името единствено през свободните си уикенди. Идеята на полковника за име, която първо му идва на ум, е 'Анти-Касим', но това име бързо отпада. Жената на полковника измисля името 'Tamir' (Hebrew acronym Til Meyaret, 'ракета прихващач') за ракетите, а за самата система 'Златен купол'. Следващата неделя 'Tamir' е одобрен, но 'Златен купол' е възприет като твърде помпозно име. Затова името е частично изменено на „Железен купол“.

## Характеристики
Системата е разработена, за да прихваща и унищожава ракети с малък обсег и 155 милиметрови артилерийски снаряди с обсег на действие до 70 км. Според производителя, „Железен купол“ оперира денонощно, при всякакви времеви условия и може да се справи с многобройни заплахи едновременно.
„Железен купол“ има три основни компонента:
- Радар, който засича и проследява: радарната система е създадена от Elta, израелска военна компания и филиал на Israel Aerospace Industries, както и на Израелските отбранителни сили.
- Контрол на операциите и оръжеен контрол (BMC): контролният център е създаден от mPrest Systems, израелска софтуерна компания, която е субконтрактор към Rafael.
- Система за изстрелване на ракети: устройството, което изстрелва Tamir, ракета прихващач, снабдена с Електрооптичен сензор и многобройни перки за по-висока маневреност. Ракетата е произведена от Rafael.[8]

Радарът на системата е разработен и произведен от IAI's ELTA, подразделение, известно още като ELM-2084. Той засича изстрелването на ракета и изчислява нейната траектория. Ако ракетата е заплаха за населено място, батареята изстрелва ракета прихващач, която неутрализира опасността.

### Типичната батарея
Типичната противоракетна батарея се състои от радарно устройство, система за контрол на ракетите и няколко установки, всички разположени на едно място. „Железен купол“ работи на малко по-различен принцип. Неговите установки са разпръснати, като всяка от тях съдържа 20 прихващащи ракети. Всички установки са свързани с контролната система посредством безжична връзка. Според твърденията на производителя, всяка ракетна установка може да защитава над 150 квадратни километра градска площ.

## Финансиране
Първоначално проектът за разработване на „Железен купол“ е финансиран от Израел. Това позволява разполагането на първите две системи „Железен купол“. Впоследствие, финансиране за още осем системи „Железен купол“, както и приходящите към тях ракети за прихващане се осигурява от правителството на САЩ, като до края на 2012 година две от тези системи вече са доставени. Финансиране за производството и разполагането на тези допълнителни батареи „Железен купол“ е одобрено от конгреса на САЩ, по молба на президента Барак Обама през 2010 година. През май 2010 година Белият дом оповестява, че американският президент Барак Обама търси $210 милиона от Конгреса в бюджета за 2011, с цел да осигури производството и разполагането на допълнителни батареи „Железен купол“. Говорителят на Белия дом Томи Виетор съобщава, че президентът на САЩ признава ракетите, изстрелвани от Хамас и Хизбула, за заплаха за израелския народ и държава, затова настоява да бъде подпомогнато производството на батарейни системи „Железен купол“. Това е първата пряка американска инвестиция в проекта. Подобна финансова помощ би могла да докара проекта до изпълнение, което до момента няма как да се случи поради липсата на нужното финансиране.Няколко дни по-късно, на 20 май 2010 година, Камарата на представителите на САЩ одобрява финансирането с 410 гласа „за“ срещу 4 гласа „против“. Законът за сътрудничеството и подкрепа в сферата на противоракетната отбрана (H.R. 5327) е спонсориран от представителя Глен К.Най от Вирджиния. Очаква се парите да бъдат гласувани в рамките на бюджета за 2011 година. Веднъж след като средствата са разплатени, ще отнеме допълнителни 18 месеца преди допълнителни батареи да бъдат доставени на противовъздушната отбрана на Израел.
На 9 май 2011 година, Haaretz публикува информация, идваща от началника на Министерството на отбраната генерал-майор Уди Шани, че Израел планира да инвестира $1 милиард в производството и усъвършенстването на системите „Железен купол“. Става въпрос за 10 – 15 батареи, разположени на територията на Израел, като това е крайната цел.
На 4 април 2012, Reuters съобщава, че висш израелски държавен служител информира група журналисти на брифинг, че вероятно обхватът на батареите „Железен купол“ ще бъде увеличен от сегашните 70 км на 250 км, като това ще ограничи нуждата от разполагането на общия брой батареи от 15 на по-малко.
В замяна на втория финансов трансфер, САЩ моли Израел за достъп до технологията.
На 17 май 2012, когато израелския министър на отбраната Ехуд Барак се среща със секретаря на отбраната на САЩ Леон Панета, Пентагонът излиза с официално изявление от името на секретаря: „За мен бе удоволствие да информирам министър Барак, че президентът подкрепя програмата за производство на Израелски купол и ме оторизира да позволя трансфера от $70 милиона, нужен на израелското правителство в рамките на тази фискална година.“
На 18 май 2012 година камарата на представителите на САЩ гласува закона за фискалната 2013 година – National Defense Authorization Act, H.R. 4310, с допълнителни финансови средства от $680 милиона за „Железен купол“ в секция 227. Докладът, който придружава закона, 112 – 479, призовава за споделяне на технологията, както и съвместно строителството на „Железен купол“ и на територията на САЩ, като се вземат предвид и инвестираните $900 милиона от 2011 до момента.
На 4 юни 2012 година американските Въоръжени сили на сенатския комитет добавят $210 милиона за „Железен купол“ в тяхната версия на National Defense Authorization Act for 2013, S.3254. Законът чака да му бъде определена дата за разглеждане от Сената.

## Съвместно производство със Съединените американски щати
Предвид солидното финансиране от страна на САЩ има натиск, както от Сената, така и от Камарата на представителите, да стартира съвместно производство и разработване на „Железен купол“ и в САЩ по същия начин, както е и с противоракетната система Arrow III. Между 40% и 50% от частите за нея са произвеждат от Boeing. Медийни съобщават, че Пентагонът е настоява за същото. „Железен купол“ попада в списъка с общите военни проекти, разработвани съвместно от двете държави.

## Разработка

### Дизайн
През 2005 година бригаден генерал Дани Голд, който тогава е началник на Maf'at, решава да стартира програма, която включва разработката и демонстрациите на системата „Железен купол“. През 2007 година Израел стартира разработката „Железен купол“, като предпочита израелския контрактор Rafael пред американския гигант Lockheed Martin. Израелската компания mPrest Systems е наета да създаде софтуерното ядро на системата на „Железен купол“. Проектът се превръща от нещо на чертожна дъска в работеща система за по малко от 4 години. Това е изключително кратък срок за нещо, което е изцяло създадено от нулата.

Няма система като тази, никъде по света, по отношение на възможности, скорост, точност. 
—Eyal Ron, a manager at mPrest

### Тестване
- Юли 2008: Tamir преминава през успешни тестове.[27]
- Март 2009: Израел успешно тества противоракетната система, без да сваля действителни ракети.[28]
- Юли 2009: Системата успешно неутрализира няколко ракети, наподобяващи Касам и Катюша, по време на тест на министерството на отбраната.[29]
- Август 2009: Израелските отбранителни сили приключват с разполагането на нов батальон, който ще оперира със системата „Железен купол“. Батальонът е част от Израелските противовъздушни сили. Системата е първата разположена в близост до ивицата Газа и в близост до границата с Ливан. Системата трябва да започне да оперира в средата на 2010 година.[30]
- Януари 2010: „Железен купол“ успешно неутрализира множество ракетни обстрели, наподобяващи Касам и Катюша. [31]kas
- Юли 2010: Системата успешно неутрализира множество ракети, наподобяващи Касам и Катюша. По време на теста, „Железен купол“ успешно разпознава ракетите, които представляват заплаха за населени райони от тези, които не са такава и няма нужда да бъдат неутрализирани.[32]
- Март 2011: „Железен купол“ е обявена за оперативен от Израелските отбранителни сили и министърът на отбраната Ехуд Барак разрешава разполагането на системите.[33][34]

## Разполагане
Системата „Железен купол“ започва да оперира в началото на 2011 година, първоначално разположена във военновъздушни бази в Южен Израел. Системата е проектирана така, че да може да бъде разполагана и на други места, като град Сдерот, по време на ескалацията на конфликта с ивицата Газа.

### 2011
На 27 март 2011 Al Jazeera English съобщава, че „Железен купол“ е инсталиран за първи път. Бригаден генерал Дорон Гавиш, командир на израелските военновъздушни корпуси, твърди, че „Железен купол“ е преминал през редица тестове и е стигнал до фазата, в която може да бъде приложен на практика на бойното поле. Системата е разположена в близост до Беершеба. Малко по-късно същия месец последват 2 ракетни обстрела.
На 7 април 2011, след разполагането на системата в близост до Ашкелон, успешно е неутрализирана ракета Град. Това е първата ракета с малък обсег, изстреляна от Газа, която е неутрализирана. Незабавно след това самолет на Израелските военновъздушни сили атакува отряда, който изстрелва ракетата. На 8 април системата успешно неутрализира други четири ракети.
На 12 април ИОС съобщават, че ще ускорят инсталирането на 3-та батарея „Железен купол“. Според Haaretz, официални лица на ИОС казват, че 3-тата система трябва да бъде доставена до 6 месеца вместо след очакваните 18.
Отново по информация на Haaretz, ИОС са на път да приключат тяхната дългосрочна програма за придобиване на „Железен купол“, носеща името „Halamish“, до няколко месеца. Израелските военновъздушни сили изчисляват, че броят нужни батареи, за да бъдат покрити застрашените територии в Израел, е 13. Според учения Meir Elran от Националния институт по изследвания в областта на сигурността, Израел има нужда от 20 батареи, за да осигури адекватна защита по границите си с Ливан и Газа. Това би изисквало финансиране от страна на САЩ.
На 5 август 2011, ИОС преместват „Железен купол“ в близост до Ашкелон.
На 18 август 2011 четири ракети са изстреляни от Газа по Ашкелон. Системата определя две от ракетите като заплаха и ги сваля. Другите две падат в ненаселени територии. Батареята е преместена в близост до Беершеба.
На 20 август 2011 системата прихваща 6 от общо 7 едновременно изстреляни ракети. Една пада в Бершеба и взима живота на един цивилен.
На 23 август 2011 Globes съобщава, че Rafael ще отвори втора производствена линия за системи „Железен купол“.
На 31 август 2011, ИОС инсталират трета батарея.

#### Отговорът на палестинските военни
На 22 август 2011, Haaretz докладва, че палестинците използват нови тактики, за да пробият израелския ракетен щит. Такава тактика е например едновременното изстрелване на множество ракети.

#### Решението на Върховния съд от август 2011
На 8 август 2011 Израелския върховен съд на правосъдието отхвърля молба елементи от системата да бъдат разположени в близост до границата с Газа.
Правителството изразява мнението си, че Върховният съд не трябва да взима страна във „военни решения“, свързани с това как и къде да бъдат разположени елементи от „Железен купол“.

#### Инцидента от декември 2011
На 26 декември 2011 година, при поддръжката на една от системите, двама офицери повреждат ракети на стойност $1 милион

### 2012

#### Интензивните атаки от март 2012
След убийството на Зохаир ал-Каиси, главния секретар на Популярните комитети за съпротива в Газа на 9 март 2012 година, повече от 300 ракети са изстреляни по Израел. 177 от тях падат на израелска територия. „Железен купол“ успешно неутрализира 56 от 71 ракети, изстреляни по населени места в Израел.

#### Операция „Стълб на отбраната“, ноември 2012
Според израелски официални лица, по време на операция „Стълб на отбраната“ „Железен купол“ успешно неутрализира 421 ракети. На 17 ноември, след 2 изстреляни ракети по Тел Авив, една от системите „Железен купол“ е разположена в местността. Тя засича успешно трета ракета.
CNN съобщи че успеваемостта на „Стълб на отбраната“ е около 85%.